# Martina Stoessel
Pour les articles homonymes, voir Stoessel.
 (août 2024).
La mise en forme du texte ne suit pas les recommandations de Wikipédia : il faut le « wikifier ».
Les points d'amélioration suivants sont les cas les plus fréquents. Le détail des points à revoir est peut-être précisé sur la page de discussion.
- Les titres sont pré-formatés par le logiciel. Ils ne sont ni en capitales, ni en gras.
- Le texte ne doit pas être écrit en capitales (les noms de famille non plus), ni en gras, ni en italique, ni en « petit »…
- Le gras n'est utilisé que pour surligner le titre de l'article dans l'introduction, une seule fois.
- L'italique est rarement utilisé : mots en langue étrangère, titres d'œuvres, noms de bateaux, etc.
- Les citations ne sont pas en italique mais en corps de texte normal. Elles sont entourées par des guillemets français : « et ».
- Les listes à puces sont à éviter, des paragraphes rédigés étant largement préférés. Les tableaux sont à réserver à la présentation de données structurées (résultats, etc.).
- Les appels de note de bas de page (petits chiffres en exposant, introduits par l'outil «  Source ») sont à placer entre la fin de phrase et le point final[comme ça].
- Les liens internes (vers d'autres articles de Wikipédia) sont à choisir avec parcimonie. Créez des liens vers des articles approfondissant le sujet. Les termes génériques sans rapport avec le sujet sont à éviter, ainsi que les répétitions de liens vers un même terme.
- Les liens externes sont à placer uniquement dans une section « Liens externes », à la fin de l'article. Ces liens sont à choisir avec parcimonie suivant les règles définies. Si un lien sert de source à l'article, son insertion dans le texte est à faire par les notes de bas de page.
- La présentation des références doit suivre les conventions bibliographiques. Il est recommandé d'utiliser les modèles {{Ouvrage}}, {{Chapitre}}, {{Article}}, {{Lien web}} et/ou {{Bibliographie}}. Le mode d'édition visuel peut mettre en forme automatiquement les références.
- Insérer une infobox (cadre d'informations à droite) n'est pas obligatoire pour parachever la mise en page.

Pour une aide détaillée, merci de consulter Aide:Wikification.
Si vous pensez que ces points ont été résolus, vous pouvez retirer ce bandeau et améliorer la mise en forme d'un autre article.
 (août 2024).
Le contenu est difficilement compréhensible vu les erreurs de traduction, qui sont peut-être dues à l'utilisation d'un logiciel de traduction automatique.
Martina Stoessel, dite Tini Stoessel ou simplement Tini est une actrice, chanteuse, danseuse et mannequin argentine, née le 21 mars 1997 à Buenos Aires (Argentine).
Elle est mondialement connue pour avoir interprété, de 2012 à 2015, le rôle-titre de la série Violetta, la première production originale de Disney Channel Latinoamérica. Elle a aussi joué le rôle principal du film Tini : La Nouvelle Vie de Violetta, qui conclut la série.
En avril 2016, elle sort son premier album, TINI, qui se vend à plus de 250 000 exemplaires dans le monde et reçoit un disque d'or en Argentine, en Pologne et en Autriche. Son second album, Quiero Volver, sort en octobre 2018. Vendu à plus de 300 000 exemplaires dans le monde, il reçoit le disque d’or en Colombie, au Pérou et en Équateur.
En 2018, elle intègre le jury de La Voz Argentina (es), la version argentine de The Voice : La Plus Belle Voix. En 2019, elle devient jurée dans la nouvelle émission de Telefe, Pequeños Gigantes.
En décembre 2020, elle sort son troisième album, Tini Tini Tini, vendu à 500 000 exemplaires. En février 2023, elle sortit son quatrième album intitulé Cupido qui lui s’est vendu à plus de 400 000 exemplaires. En avril 2024, elle sort son cinquième album Un Mechón de Pelo .
Son titre le plus populaire se nomme Mienteme en duo avec María Becerra qui s’est vendu à plus de 1 000 000 d’exemplaires et plus de 800 millions d’écoute sur les plateformes de streaming.

## Biographie

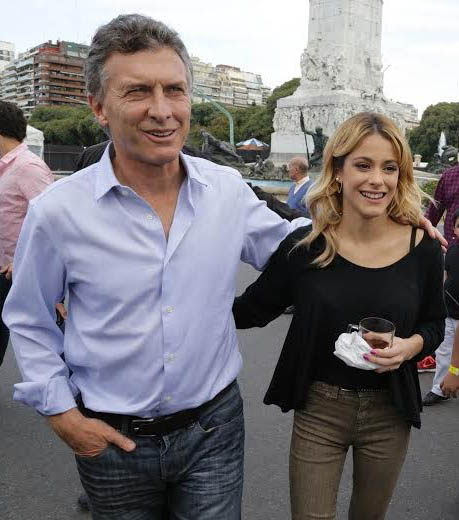
Martina Stoessel et Mauricio Macri, président de l'Argentine, en mai 2014.

Martina Stoessel est la fille de Mariana Muzlera et Alejandro Stoessel. Elle a un frère, Francisco Stoessel, qui est son aîné d’un an.
Son père est le directeur de Baila Conmigo Paraguay, la version paraguayenne de Strictly Come Dancing.
À l'âge de 6 ans, elle commence à prendre des cours de chant, de théâtre et de piano. À partir de 2014, elle apprend la guitare[réf. nécessaire]. Repérée par Disney Channel Latin America, elle est choisie en 2010 pour enregistrer Tu Resplendor, la version espagnole du titre The Glow interprétée initialement par Shannon Saunders (es) et figurant sur une compilation des chansons les plus célèbres des contes de fées de Disney.
Grâce à ce titre, elle se fait rapidement connaître du jeune public sud-américain et Disney Channel décide de lui confier sa propre série, Violetta.

## Carrière

### Les annéesVioletta(2011-2015)

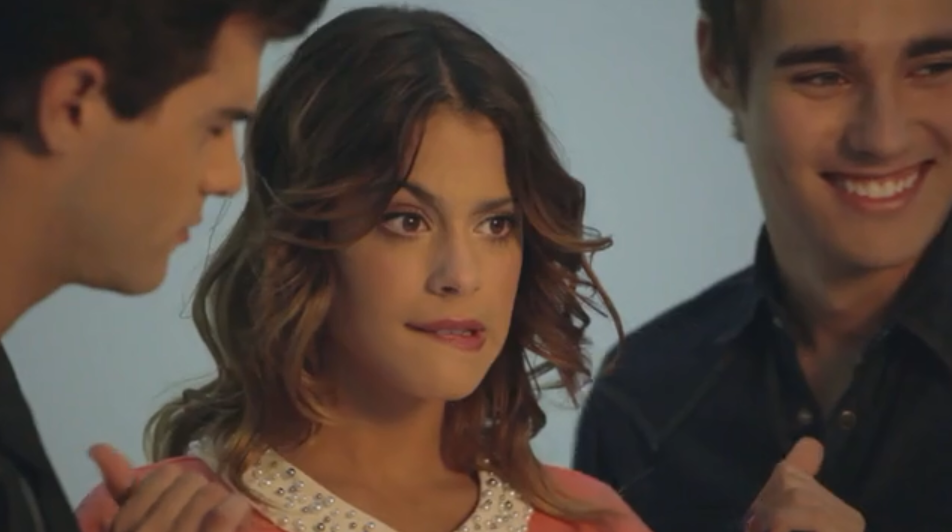
Tini dans le rôle de Violetta.

Martina Stoessel enchaîne les petits rôles dans des séries argentines, comme dans la série De Tout Mon Cœur (Patito Feo en version espagnole) en 2007, à seulement 10 ans. C'est à 14 ans que sa carrière prend une autre voie.
Elle est choisie par les producteurs de Disney grâce à son père qui avait demandé la permission de chanter quelques chansons pour un nouveau projet, mais les gestionnaires n'étaient plus intéressés. Ainsi, elle a passé une audition pour un rôle dans la série Violetta, où elle a été choisie pour jouer le personnage principal de la série, Violetta Castillo. Cette série est une co-production entre l'Amérique latine et l'Europe. Elle chante le générique de la série intitulé En Mi Mundo, sorti le 5 avril 2012, qu'elle chante aussi en italien (Nel Mio Mondo) et en anglais (In My Own World). La même année, elle double, en espagnol, le personnage d'Alice dans le film L'Anniversaire d'Alice.
Grâce à son rôle, elle a remporté des prix comme « révélation d'actrice » en 2012 au Kids Choice Awards Argentine et comme « Révélation féminine » au Martin Fierro en 2013. Elle a également été nommée dans la version américaine des Kids' Choice Awards.
En juillet 2013, accompagnée de la troupe de Violetta, elle commence sa première tournée mondiale Violetta En Vivo, qui finit le 3 mars 2014. Cette tournée est passée dans 12 pays différents en Amérique latine et en Europe. Le 10 août, Martina se produit avec le reste de la troupe de Violetta lors d'une émission télévisée de bienfaisance de l'UNICEF intitulée Un Sol Para Los Chicos, où elle a chanté les chansons Ser Mejor et En Mi Mundo.

Elle devient l'égérie de Baby G, marque de montres, et de Sofia Caputo, marque de vêtements argentine. Elle participe à de nombreux défilés pour Benito Fernandez depuis 2013.

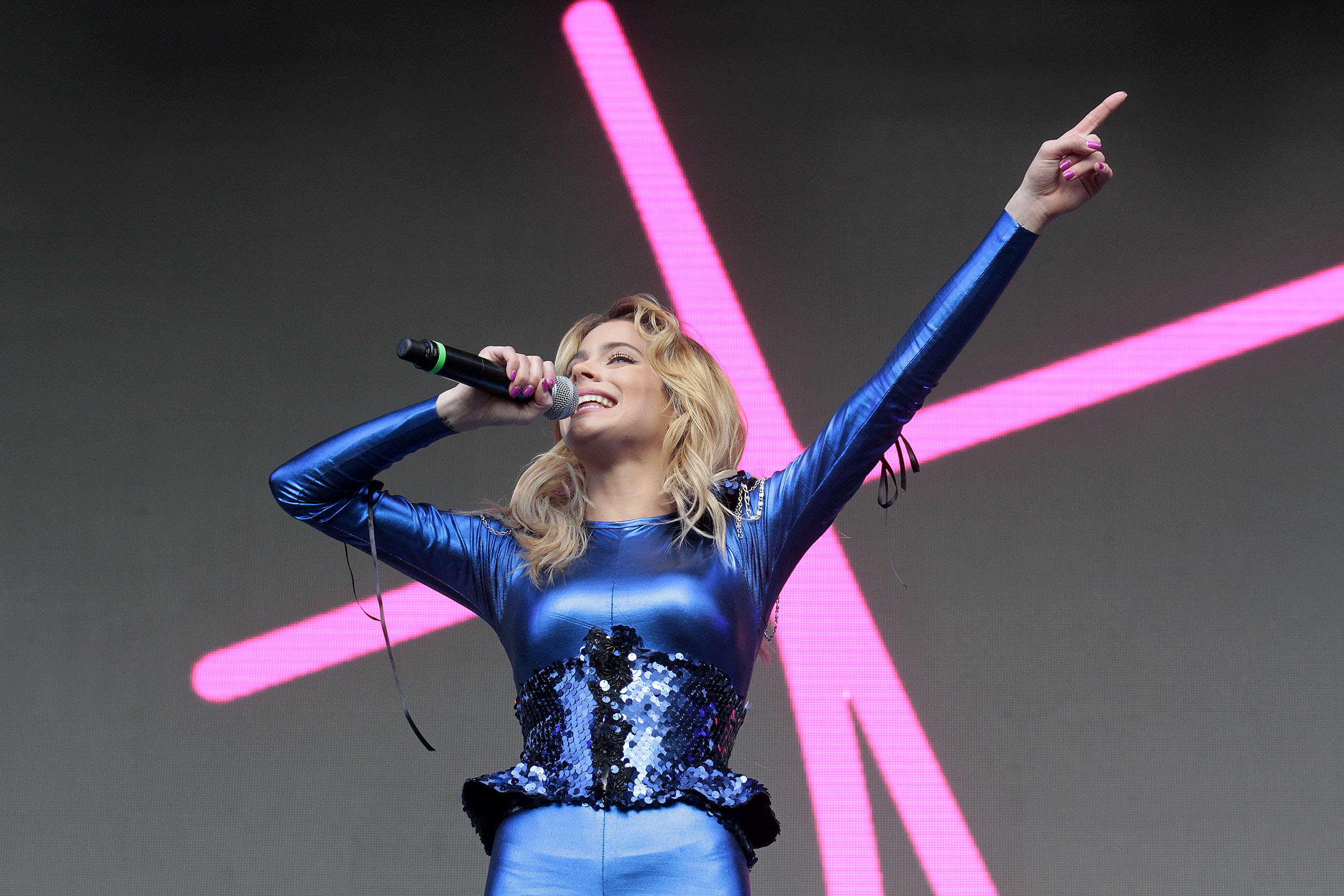
Martina Stoessel pendant sa Juntada Tinistas en mai 2014.

Le 2 mai 2014, elle organise la Juntada Tinistas, une « réunion » de ses Tinistas à Buenos Aires où elle interprète plusieurs chansons seule et en compagnie des acteurs de la série Violetta, Jorge Blanco et Mercedes Lambre. Ce concert gratuit regroupe plus de 250 000 personnes. Le jour suivant, elle présente son livre Simplemente Tini dans la salle Jorge Luis Borges, au salon International du livre à Buenos Aires. Le livre est traduit en français, en italien, en portugais, en hongrois et en polonais.
Le 1er septembre 2014, elle rencontre le pape François et chante Nel Mio Mondo (version italienne de En Mi Mundo) et Imagine lors de l'ouverture du Match de la paix, au stade olympique de Rome, devant 20 000 personnes.
Du 3 janvier au 1er novembre 2015, la troupe de Violetta repart en tournée pour Violetta Live,en Europe et en Amérique latine. Le 12 septembre 2015, Martina Stoessel est l'invitée de l'émission de talents italiens Ti Lascio una Canzone, où elle interprète les chansons Te Creo et Hoy Somos Más avec certains des candidats.
Le 21 août 2015, il est annoncé qu'elle a signé avec le label Hollywood Records.

### TINIet tournée mondiale (2016-2017)
Le 25 mars 2016, elle dévoile le clip de son premier single Siempre Brillarás, premier titre de son album TINI, dont la sortie est prévue pour le 29 avril 2016. Une version anglaise du titre est aussi dévoilée, intitulée Born To Shine. L'album est vendu à plus de 250 000 exemplaires.

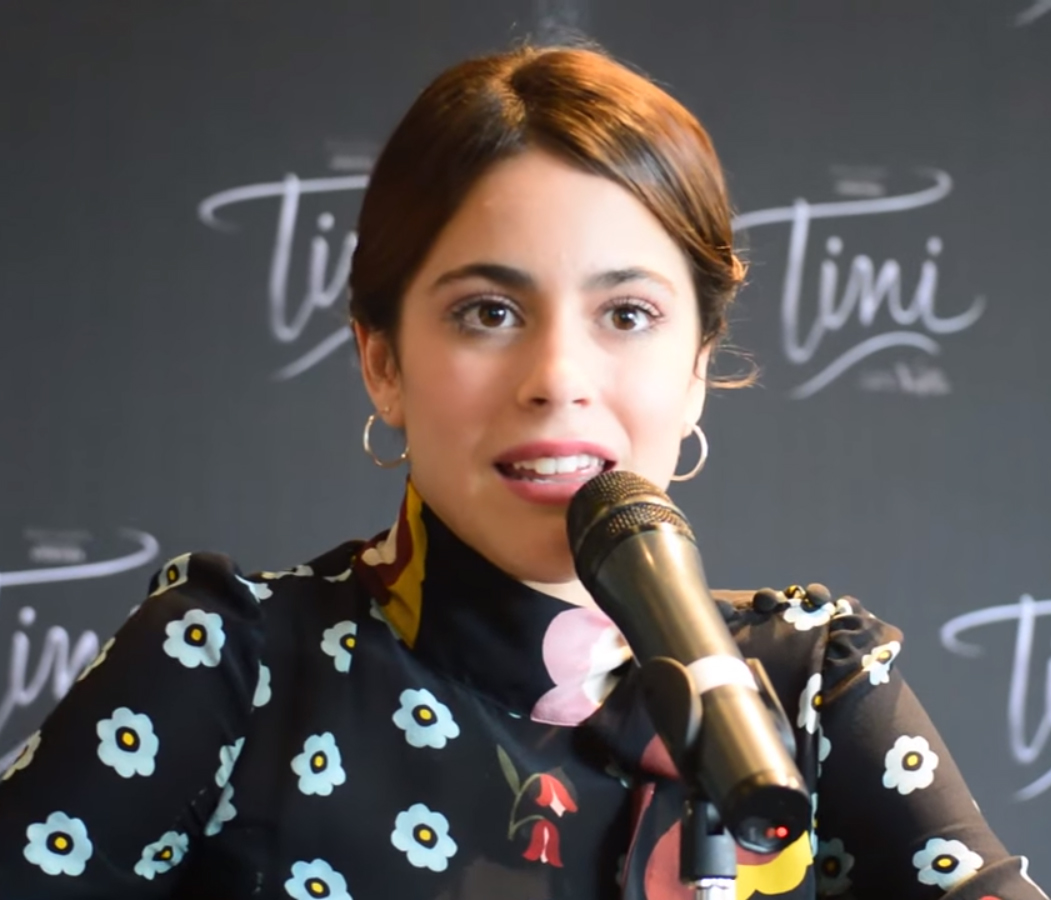
Martina Stoessel à l'avant-première de Tini : La Nouvelle Vie de Violetta, au Mexique en 2016.

La même année, elle fait ses premiers pas au cinéma en reprenant le rôle de Violetta Castillo, dans Tini : La Nouvelle Vie de Violetta. Elle enchaîne les avant-premières dans de nombreux pays comme l'Italie, le Mexique, la France, l'Espagne, l'Argentine. Le 25 avril, elle est invitée, avec quelques acteurs du film, sur le plateau de Touche pas à mon poste !.
En juillet 2016, elle présente Great Escape, son premier clip en tant qu'artiste soliste, ainsi que sa version espagnole Yo Me Escaparé. Elle devient également l'égérie de la marque de vêtement Cher. En novembre de la même année, elle apparaît aux NRJ Music Awards où elle présente la catégorie Meilleure artiste internationale.
Le 2 mars 2017, elle annonce le lancement de sa ligne de vêtement, Tini by Martina Stoessel, vendue en Espagne a El Corte Inglés, a ce jour la production est arrêté depuis mi 2017.
Le 18 mars suivant, elle entame sa première tournée en solo, qui s'intitule Got Me Started Tour, à Madrid en Espagne. La partie européenne passera dans neuf pays et dix-sept villes. La deuxième partie de la tournée, en Amérique Latine, commence le 30 juin 2017 à Buenos Aires en Argentine, et prend fin le 21 octobre 2017 à Córdoba en Argentine, après être passée dans quatre pays et six villes.
Toujours en 2017, elle annonce une collaboration avec Sebastián Yatra avec Ya No Hay Nadie Que Nos Pare, version espagnole de Got Me Started, qui apparaît sur la version deluxe de son premier album. Durant l'été 2017, elle apparaît dans deux épisodes de la deuxième saison de la série Disney Channel, Soy Luna. Le 4 mai, elle sort le vidéoclip de Si Tu Te Vas, chanson extraite de son premier album. En juin, elle enregistre avec David Bisbal le titre Todo Es Posible, bande originale du film Tadeo Jones 2 : El Secreto Del Rey Midas. En juillet, elle apparaît sur le troisième album de The Vamps avec la chanson It's A Lie.
Elle chante aussi aux côtés de nombreux artistes comme Odino Faccia, la chanson Somos El Cambio, écrite par l'ex président des États-Unis, Barack Obama.

### Quiero Volveret tournée mondiale (2017-2019)

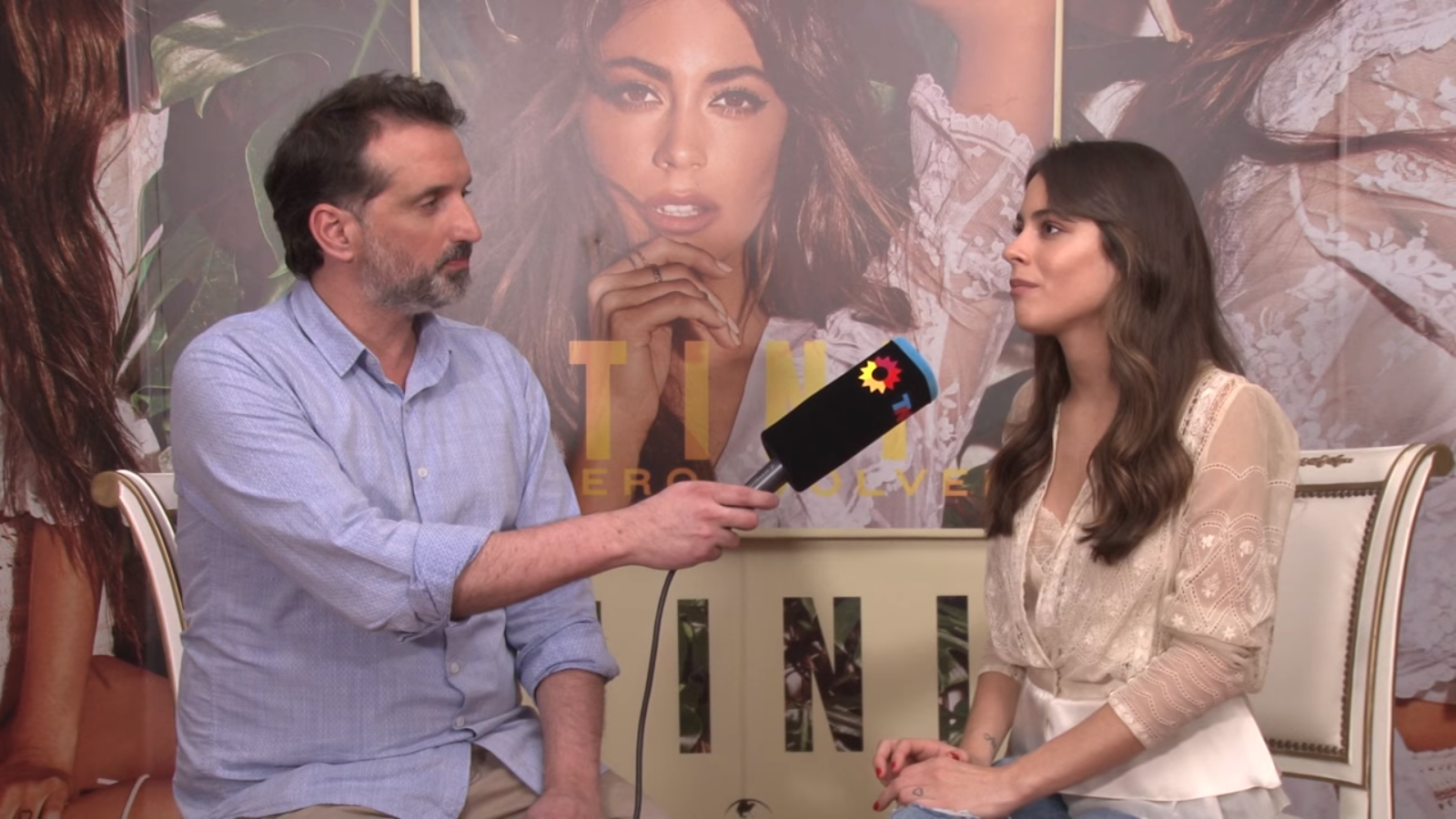
TINI lors d'une interview en 2018.

Le 13 octobre 2017, Martina Stoessel et Nacho (es) dévoilent le clip de Te Quiero Más, premier single de son prochain album,qui bat le record du clip d'une artiste argentine le plus vu avec 1 million de vues en moins de 24 heures. Le 15 décembre, elle dévoile la version espagnole de Lights Down Low, en duo avec Max Schneider.
Son deuxième single Princesa en duo avec Karol G sort le 6 avril 2018,,. Le 24 mai, il est annoncé que Martina est devenue la nouvelle ambassadrice de la marque de voiture Haval. En juin 2018, elle sort son troisième single, Consejo De Amor, en collaboration avec le groupe colombien Morat. Son quatrième single, Quiero Volver, en duo avec Sebastián Yatra, sort le 2 août suivant. Le clip du single dépasse le million de vue en 16 heures et les 11 millions de vues en une semaine. Son second album intitulé Quiero Volver sort en vente internationale le 12 octobre 2018.
En août 2018, elle participe au programme à but bénéfique Un Sol Para Los Chicos, et participe au remix de La Cintura d'Álvaro Soler, en tant que chanteuse au côté du rappeur américain Flo Rida, ainsi qu'au remix de Lo Malo d'Aitana et Ana Guerra, en compagnie de Greeicy Rendón. En novembre 2018, elle dévoile le vidéoclip de Por Que Te Vas, en collaboration avec Cali y El Dandee. La même année, elle devient la nouvelle ambassadrice de la marque Pantene en Amérique latine et égérie des parfums WOW Girl ! et Rebel Love,. En octobre 2018, elle participe aux Latin AMAs aux côtés de Álvaro Soler et Flo Rida sur le remix de La Cintura. Le même mois, elle se produit au Coca Cola Music Experience.
Le 12 décembre 2018, elle commence sa deuxième tournée, le Quiero Volver Tour, au Luna Park, à Buenos Aires. Peu de temps après, elle enchaîne d'autres dates dans d'autres villes argentines, mais aussi au Chili et en Uruguay.
En janvier 2019, elle participe à la nouvelle chanson du britannique Jonas Blue, nommée Wild, en compagnie de Chelcee Grimes et Jhay Cortez. Le 21 mars, elle participe dans le clip de la chanson Cristina de Sebastián Yatra.

### Tini Tini Tini(2019-2020)
Le 3 mai 2019, elle sort son nouveau single 22, en duo avec la chanteuse colombienne Greeicy, dont le clip dépasse les 2 millions de vues en 24 heures. Le single est un mélange de cumbia et une infusion de reggaeton. La chanson se classe dans le top 10 du Billboard Hot 100 Argentina et devient son meilleur début. Le 9 juin, elle ouvre les festivités au Martín Fierro avec 22.
Le 14 juin, elle participe au nouveau single du DJ suédois Alesso, Sad Song et le 18 juillet, le remix de Sad Song est dévoilé,. Le 18 juillet, elle participe avec Sebastián Yatra aux Premios Juventud. Ils y chantent Cristina. Le 26 juillet, elle dévoile un single promotionnel appelé Suéltate El Pelo. Il devient un des sujets les plus discutés sur Twitter, notamment en Argentine, au Brésil, au Mexique et en Colombie. Bien qu'il s'agisse d'un single promotionnel pour Pantene, le titre entre dans le Billboard Hot 100 Argentina à la 46e position. Le 10 août, elle participe une deuxième fois au programme de bienfaisance Un Sol Para Los Chicos.
Le 28 août, elle annonce, via les réseaux sociaux, la sortie du deuxième single de son troisième album, intitulé Fresa, le 6 septembre en collaboration avec le colombien Lalo Ebratt,. Le single entre dans le Billboard Hot 100 Argentina à la 10e position. Le 10 septembre 2019, il est annoncé que Martina Stoessel sera présente aux côtés de Jessie J le 1er octobre suivant au Luna Park, pour chanter avec elle Bang Bang. Elle annonce que son prochain single sera une ballade en collaboration avec Sebastián Yatra, appelée Oye dont la sortie est prévue pour le 11 octobre,. En octobre 2019, elle reçoit plusieurs nominations dont une nomination aux MTV EMA, comme meilleure artiste du Sud,,.
Le 10 janvier 2020, elle sort le cinquième single de son troisième album intitulé Recuerdo en collaboration avec Mau y Ricky (en). Le 25 mars, elle sort la chanson Ya no me llames avec Ovy On The Drums. Le 5 juin suivant, elle sort la chanson Bésame (I Need You) en collaboration avec le DJ néerlandais R3hab et le groupe mexicain Reik. Le 16 juillet de la même année, elle sort son titre Ella Dice en collaboration avec Khea. Quelques mois après, en septembre 2020, elle sort son single Duele en collaboration avec John C (es). Fin octobre 2020, elle sort un autre single, Un Beso en Madrid en collaboration avec Alejandro Sanz.
Le 3 décembre, à l'occasion de la sortie de son troisième album Tini Tini Tini, elle sort la chanson Te Olvidaré. Pour l'occasion, elle performera 10 des 14 chansons de l'album sur la plateforme streaming Claro en concert virtuel intitulé TINI TINI TINI LIVE .

### Cupido et tournée mondiale (2021-2023)
Martina Stoessel présente en avril 2021 Miénteme, le premier single de son quatrième album à venir, en collaboration avec la star argentine montante María Becerra. Ce titre connaît un véritable succès sur les réseaux sociaux[réf. nécessaire]. Il marque aussi le début de l'association entre Hollywood Records, son label initial, et Sony Music Latin, qui s'occupera de la promotion de ses différents projets[source insuffisante]. Martina Stoessel chante ce titre lors des Premios Juventud, performance qui sera la plus acclamée et la plus vue de toute la cérémonie. Le titre Maldita Foto est ensuite dévoilé comme deuxième single de l'album à venir.

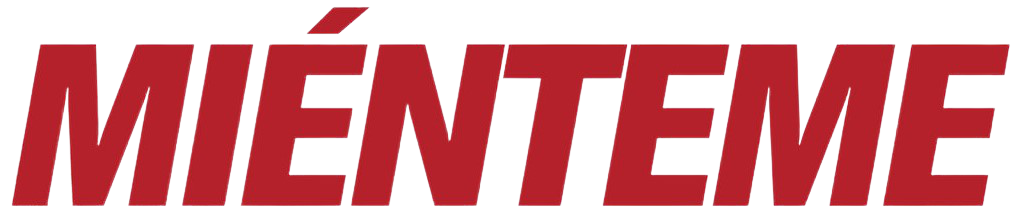
Logo de son single Miénteme.

En plus de ces deux singles, Martina apparaît également dans les projets musicaux de nombreux artistes, notamment le remix de 2:50 du groupe argentin MYA aux côtés du rappeur Duki, La Niña De La Escuela de Lola Índigo avec Belinda Peregrín Schüll, ou encore Tú No Me Conoces en duo avec Danny Ocean. En novembre 2021, elle dévoile Bar, une collaboration avec le rappeur argentin L-Gante. Le clip dépasse les 3 millions de vues en 24 heures et un challenge TikTok est créé par Martina Stoessel à la demande de ses fans, ce qui accroît le succès du single. Elle annonce ensuite l'organisation de sa troisième tournée, le TINI TOUR, en mars 2022 dans l'un des plus grands stades argentins. Les deux dates affichent « complet » en quelques jours seulement et 3 autres dates sont aussitôt ajoutées. Puis, elle annonce la sortie d'un nouveau projet musical, Aquí Estoy, une deuxième collaboration avec la marque de shampooings Pantene, dont le clip est dévoilé le 9 décembre 2021.

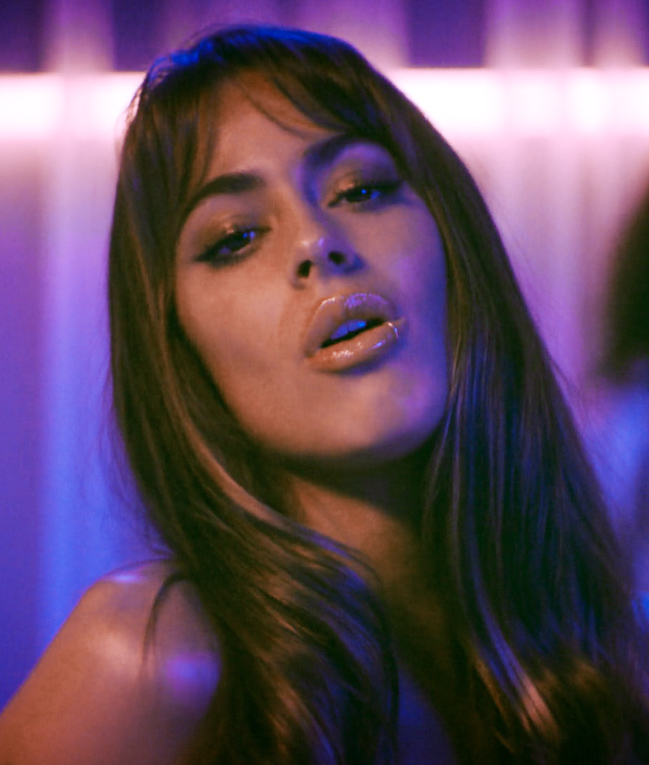
Tini lors du tournage du clip Bar.

Dans une interview à Glamour Mexico, elle annonce que son quatrième album pourrait sortir vers la mi-2022, qu'elle a expérimenté des nouveaux genres musicaux et qu'elle a collaboré avec des artistes qu'elle admire beaucoup. Elle confie aussi qu'elle refera une apparition au cinéma avec The Diary, expliquant que le retard de la sortie du film était dû à la pandémie de Covid-19. La pandémie est aussi à l'origine de l'annulation d'une série Disney+ intitulée Siempre Fui Yo, dont elle devait être le personnage principal aux côtés de son ex petit-ami, Sebastián Yatra. Seuls quelques épisodes et chansons ont pu être enregistrés en 2019. C'est Karol Sevilla qui reprendra le rôle.
Martina Stoessel participe cependant à la bande sonore du film de Disney Koati, où plusieurs artistes apparaissent dont Carlos Rivera, Evaluna Montaner et le duo Mau y Ricky.
En mai 2022, elle commence sa nouvelle tournée intitulée Tini Tour 2022, en passant par toute l'Amérique latine et en Espagne. En 2023, la tournée devient le Tini Tour 2023, et l'artiste intègre de nouvelles chansons à sa setlist.
C'est finalement le 16 février 2023 que Tini sort son quatrième album Cupido, avec des nouvelles chansons comme Cupido, 7 veces, Te pido, Un beso en las rocas et Las Jordans.

### Un Mechón de Pelo (2024 -
En mars 2024, elle annonce sur ses réseaux sociaux la sortie de son cinquième album studio, intitulé Un Mechón de Pelo, dans lequel les chansons  Pa , Posta et Buenos Aires sont sorties en tant que singles.
L'album est considéré par beaucoup comme le plus personnel de Tini à ce jour. Elle aborde et confronte diverses situations personnelles survenues au cours de son adolescence et de sa vie adulte et, surtout, détaille son processus émotionnel et psychologique difficile de ces dernières années, qui l'a conduite à un diagnostic de dépression . Par le biais de ses réseaux sociaux, la chanteuse a donné trois concerts ponctuels pour promouvoir le nouvel album, les 25, 26 et 27 avril, tous à Buenos Aires. Après avoir fait salle comble, la vente de billets a été ouverte pour deux autres représentations, les 28 et 29 avril, qui ont toutes été reportées en raison des conditions météorologiques. Le concert a également été retransmis en direct.
Le 23 août 2024, elle apparaît sur le nouveau single du groupe Coldplay We Pray avec aussi Burna Boy, Little Simz et Elyanna, dont elle publie sa propre version le 6 septembre 2024

### Cinéma et télévision
En 2013, elle double la voix d'un monstre dans Monstres Academy en italien, avec Lodovica Comello. Elle interprète, la même année, la version espagnole de Libérée, délivrée qui s'intitule Libre Soy, chanson du film Disney La Reine des neiges, chantée à l'origine en anglais par Demi Lovato. Martina Stoessel interprète aussi la version italienne, qui s'intitule All'Alba Sorgerò.
Elle participe aussi à Ballando con le stelle, la version italienne de Danse avec les stars, le 4 octobre 2014, en tant qu'invitée.
En 2018, elle devient jurée et coach de l'émission La voz Argentina (es), la version argentine de The Voice : La Plus Belle Voix. La même année, elle joue dans le film The Diary de Jackie Chan, où elle interprète une des protagonistes du film ; il sortira courant 2023.
En juillet 2019, elle devient jurée dans la nouvelle émission de Telefe, Pequeños Gigantes, avec Susana Giménez et Pablo Lescano.
Dans le film UglyDolls, elle double le personnage de Moxy en version espagnole.

## Engagements et vie privée
Martina Stoessel entame, fin 2013, une relation avec l'acteur et chanteur argentin Juan Pedro Lanzani. En décembre 2015, il est annoncé qu'ils se sont séparés.
En septembre 2016, elle annonce être en couple avec Pepe Barroso Silva, qui apparaît dans son clip Great Escape. En février 2018, elle annonce que leur relation a pris fin, mais ils se remettent ensemble en mai 2018. Le 22 décembre 2018, elle annonce une deuxième fois leur séparation.
Le 17 novembre 2016, elle est nommée ambassadrice de la paix mondiale à titre honorifique par le militant des droits de l'homme Adolfo Pérez Esquivel et la militante politique guatémaltèque Rigoberta Menchú lors de la cérémonie Red Voz Por La Paz à Buenos Aires.
Le 10 juin 2019, elle confirme sa relation avec le chanteur colombien Sebastián Yatra lors de la cérémonie des Martin Fierro. Ils se séparent le 16 mai 2020.
En juin 2022, elle confirme sa relation avec le footballeur Rodrigo de Paul et ils se séparent le 2 août 2023.

## Filmographie

### Séries télévisées
- 2007 : De tout mon cœur : Martina / Anna
- 2012-2015 : Violetta : Violetta Castillo (rôle principal, 240 épisodes)
- 2014 : Violetta En Vivo : Violetta Castillo (concert, film)
- 2015 : Violetta, L'Aventura : elle-même
- 2017 : Soy Luna : elle-même (saison 2, épisode 40 et 41)
- 2017 : Las Estrellas : elle-même (caméo)
- 2018 : El Host : elle-même
- 2022 : The Diary : Élise / Elisa

### Cinéma
- 2016 : Tini: La Nouvelle Vie de Violetta : Violetta Castillo / elle-même

### Doublage
- 2013 : Monstres Academy : Carrie Williams, un monstre (version italienne)
- 2019 : UglyDolls : Moxy (version latino-américaine)

## Discographie

### AvecVioletta
Martina Stoessel interprète plusieurs chansons dans la série Violetta, étant l'actrice principale.

### Chansons sorties pour Disney
- Tu Resplandor.
- Libre Soy (version espagnole de Libérée Délivrée du film La Reine des Neiges).
- All'Alba Sorgerò (version italienne de Libérée Délivrée du film La Reine des Neiges).
- Vueltas En Tu Mente (version espagnole du film Koati).
- Retorno (pour l'espace personnel de Radio Disney).

### Albums studio
| Année | Album                   | Classements | Classements | Classements | Classements | Classements | Classements | Classements | Classements | Classements | Classements | Certifications                                                                                     | Ventes                            |
| Année | Album                   | ARG         | AUT         | BEL (FL)    | FRA         | GER         | ITA         | POL         | SPA         | SWI         | US Latin    | Certifications                                                                                     | Ventes                            |
| ----- | ----------------------- | ----------- | ----------- | ----------- | ----------- | ----------- | ----------- | ----------- | ----------- | ----------- | ----------- | -------------------------------------------------------------------------------------------------- | --------------------------------- |
| 2016  | Tini (Martina Stoessel) | 1           | 3           | 17          | 13          | 6           | 6           | 9           | 12          | 37          | —           | - AUT: Or - POL: Or - ARG: Or                                                                      | Argentine: 20 000 Monde: 250 000  |
| 2018  | Quiero Volver           | 1           | 22          | 138         | 106         | 26          | 77          | 49          | 11          | 40          | —           | - CHI: 2 × Platine - COL+ECU + PER: Or                                                             | Monde: 300 000                    |
| 2020  | Tini Tini Tini          | 2           | —           | 184         | —           | —           | —           | —           | 40          | —           | —           | - ARG: 2 × Diamant - IFPI CA: Or - CHI: 7 × Platine                                                | Argentine: 270 000 Monde: 500 000 |
| 2023  | Cupido                  | 3           | —           | —           | —           | —           | —           | —           | 5           | —           | 45          | - MEX: Platine - ARG: 5 × Platine - COL: 3 × Platine - ESP: Or - CHI: Or - EUA: 2 × Platine(Latin) | US: 120 000 Monde: 440 000        |
| 2024  | Un Mechón de Pelo       | —           | —           | —           | —           | —           | —           | —           | 14          | —           | —           | |                                   |

### Singles
| Année | Chanson                                                              | Classements | Classements | Classements | Classements | Classements | Classements | Classements      | Classements | Classements  | Classements | Classements | Classements | Classements | Classements | Classements | Classements | Certification | Album             |
| Année | Chanson                                                              | ARG         | ECU         | MEX         | ESP         | URU         | US          | US Latin Airplay | US Dance    | US Latin Pop | NZ          | PAR         | VEN         | COL         | CR          | UK          | SUE         | Certification | Album             |
| ----- | -------------------------------------------------------------------- | ----------- | ----------- | ----------- | ----------- | ----------- | ----------- | ---------------- | ----------- | ------------ | ----------- | ----------- | ----------- | ----------- | ----------- | ----------- | ----------- | --- | ----------------- |
| 2016  | Siempre Brillaras                                                    | —           | —           | —           | —           | —           | —           | —                | —           | —            | —           | —           | —           | —           | —           | —           | —           | | Tini              |
| 2016  | Great Escape                                                         | —           | —           | —           | —           | —           | —           | —                | —           | —            | —           | —           | —           | —           | —           | —           | —           | | Tini              |
| 2016  | Got Me Started / Ya no hay nadie que nos pare (avec Sebastián Yatra) | —           | —           | —           | —           | —           | —           | —                | —           | —            | —           | —           | —           | —           | —           | —           | —           | | Tini              |
| 2017  | Si tú te vas                                                         | —           | —           | —           | —           | —           | —           | —                | —           | —            | —           | —           | —           | —           | —           | —           | —           | | Tini              |
| 2017  | Te quiero más (avec Nacho)                                           | 13          | 16          | —           | —           | 7           | —           | —                | —           | —            | —           | —           | 91          | —           | —           | —           | —           | - URU: Or - ARG: Platine | Quiero volver     |
| 2018  | Princesa (avec Karol G)                                              | 69          | 14          | 8           | —           | —           | —           | 49               | —           | 17           | —           | —           | 74          | —           | —           | —           | —           | - COL: Or - ARG: Platine | Quiero volver     |
| 2018  | Consejo de amor (avec Morat)                                         | 33          | 65          | —           | —           | —           | —           | —                | —           | —            | —           | —           | 58          | —           | —           | —           | —           | - URU: Or - ARG: Platine - ESP: Platine | Quiero volver     |
| 2018  | Quiero volver (avec Sebastián Yatra)                                 | 21          | 49          | 41          | —           | —           | —           | —                | —           | —            | —           | —           | 19          | —           | —           | —           | —           | - URU: Platine - ARG: Or - ECU: Or - CHI: Or | Quiero volver     |
| 2018  | Por Que te vas (avec Cali y El Dandee)                               | 17          | —           | —           | —           | —           | —           | —                | —           | —            | —           | —           | —           | —           | —           | —           | —           | - URU: Or | Quiero volver     |
| 2019  | 22 (avec Greeicy)                                                    | 8           | 5           | —           | —           | 5           | —           | —                | —           | —            | —           | 70          | —           | —           | —           | —           | —           | - URU : Or - ARG: Platine - CHI:Or - ECU: Or - PER: Platine | Tini Tini Tini    |
| 2019  | Suéltate el pelo                                                     | 46          | —           | —           | —           | —           | —           | —                | —           | —            | —           | 88          | —           | —           | —           | —           | —           | - CHI: Or | Tini Tini Tini    |
| 2019  | Fresa (avec Lalo Ebratt)                                             | 3           | 78          | —           | —           | 4           | —           | —                | —           | —            | —           | 63          | —           | —           | —           | —           | —           | - CHI: Platine - ARG: 2x Platine - COL: Or - ECU: Or - PER: Platine - ESP: Or | Tini Tini Tini    |
| 2019  | Oye (avec Sebastián Yatra)                                           | 3           | 1           | —           | 72          | 8           | —           | —                | —           | —            | —           | 41          | —           | —           | —           | —           | —           | - ARG: Platine - COL: Platine - ECU: Platine - CHI: Or - PER: 2x Platine - ESP: Or | Tini Tini Tini    |
| 2020  | Recuerdo (avec Mau y Ricky)                                          | 12          | 15          | —           | —           | 9           | —           | —                | —           | —            | —           | 75          | —           | —           | —           | —           | —           | | Tini Tini Tini    |
| 2020  | Ella Dice (avec Khea)                                                | 4           | 8           | —           | —           | 8           | —           | —                | —           | —            | —           | 41          | —           | —           | —           | —           | —           | - ARG: Or | Tini Tini Tini    |
| 2020  | Duele (avec John C)                                                  | 10          | —           | —           | —           | 13          | —           | —                | —           | —            | —           | —           | —           | —           | —           | —           | —           | | Tini Tini Tini    |
| 2020  | Un Beso en Madrid (avec Alejandro Sanz)                              | 19          | —           | 11          | 49          | 8           | —           | —                | —           | —            | —           | 78          | —           | 74          | —           | —           | —           | - ESP: Platine | Tini Tini Tini    |
| 2020  | Te Olvidaré                                                          | 70          | —           | —           | —           | —           | —           | —                | —           | —            | —           | —           | —           | —           | —           | —           | —           | | Tini Tini Tini    |
| 2021  | Miénteme (avec María Becerra)                                        | 1           | 7           | 18          | 3           | 1           | —           | 25               | —           | —            | —           | 2           | 8           | 29          | 1           | —           | —           | - ARG: Diamant - CHI: Platine - COL: 4× Platine - ESP: 6× Platine - EUA: 2× Platine (Latin) - MEX: 4x Platine + 1x Or - PER: 3x Diamant + 1x Platine + 1x Or - URU: Diamant - BRA: Or | Cupido            |
| 2021  | Maldita foto (avec Manuel Turizo)                                    | 11          | —           | 17          | 87          | 3           | —           | 87               | 13          | 21           | —           | 19          | —           | —           | 5           | —           | —           | - ARG: Platine - URU: Platine - PER: Platine - ESP: Or | Cupido            |
| 2021  | Bar (avec L-Gante)                                                   | 1           | —           | —           | 78          | 2           | —           | —                | —           | —            | —           | 3           | —           | —           | 9           | —           | —           | - ARG: 3x Platine - CHI: Platine - ESP: Platine - PER: 4x Platine + 1x Or - URU: Platine                                                                                              | Cupido            |
| 2022  | Fantasi (avec Beele)                                                 | 6           | —           | —           | 94          | 11          | —           | —                | —           | —            | —           | 91          | —           | —           | —           | —           | —           | - ARG: 2x Platine - URU: 2x Platine - PER:Platine - ESP: Or | Cupido            |
| 2022  | La Triple T                                                          | 1           | —           | —           | —           | 1           | —           | —                | —           | —            | —           | 5           | —           | —           | —           | —           | —           | - ARG: 2x Platine - PER: Platine - CHI: Or - URU: Platine - MEX: Or - ESP: Platine | Cupido            |
| 2022  | Carne y Hueso                                                        | 12          | —           | —           | —           | —           | —           | —                | —           | —            | —           | —           | —           | —           | —           | —           | —           | - ARG: Platine - URU: Or | Cupido            |
| 2022  | La Loto (avec Becky G & Anitta)                                      | 7           | —           | 23          | —           | 9           | —           | —                | —           | 8            | —           | 30          | —           | —           | 14          | —           | —           | - ARG: Platine - URU: 2x Platine - BRA: Platine - PER:Or - ESP: Or | Cupido            |
| 2022  | El Último Beso (avec Tiago PZK)                                      | 7           | —           | —           | —           | 1           | —           | —                | —           | —            | —           | 11          | —           | —           | —           | —           | —           | - ARG: Platine - URU: Platine - PER:Or | Cupido            |
| 2023  | Muñecas (avec La Joaqui & Steve Aoki)                                | 3           | —           | —           | 41          | 9           | —           | —                | —           | —            | —           | 13          | —           | —           |             | —           | —           | - ARG: Or - ESP: Platine | Cupido            |
| 2023  | Cupido                                                               | 3           | —           | —           | 6           | 13          | —           | —                | —           | —            | —           | 6           | —           | —           | 10          | —           | —           | - ESP: 5x Platine - MEX: Platine - COL: Or - EUA: 2× Platine (Latin) | Cupido            |
| 2023  | Me enteré (avec Tiago PZK)                                           | 6           | —           | —           | 77          | 13          | —           | —                | —           | —            | —           | 70          | —           | —           | —           | —           | —           | - ESP: Or | Sans Album        |
| 2023  | Lágrimas (con Big One & BM)                                          | 6           | —           | —           | —           | 15          | —           | —                | —           | —            | —           | —           | —           | —           | —           | —           | —           | |                   |
| 2023  | La original (avec Emilia)                                            | 1           | —           | —           | 8           | 3           | —           | —                | —           | —            | —           | 4           | —           | 13          | —           | —           | —           | - ESP: 3x Platine - EUA : Or (Latin) | MP3               |
| 2024  | Pa                                                                   | 1           | —           | —           | 52          | 16          | —           | —                | —           | —            | —           | —           | —           | —           | —           | —           | —           | | Un mechón de pelo |
| 2024  | Posta                                                                | 24          | —           | —           | —           | —           | —           | —                | —           | —            | —           | —           | —           | —           | —           | —           | —           | | Un mechón de pelo |
| 2024  | Buenos Aires                                                         | 8           | —           | —           | —           | 13          | —           | —                | —           | —            | —           | —           | —           | —           | —           | —           | —           | | Un mechón de pelo |
| 2024  | We Pray (avec Coldplay, Elyanna, Burna Boy & Little Simz)            | 37          |             |             | 53          |             | 87          |                  |             |              | 7           |             |             |             |             | 26          | 79          | |                   |

#### Singles promotionnels
- Yo Te Amo A Ti avec Jorge Blanco.
- Losing the Love
- Somos El Cambio de Odino Faccia
- Love Is Love
- Suéltate El Pelo
- Aquí Estoy

#### Collaborations
- Ya No Hay Nadie Que Nos Pare avec Sebastián Yatra
- Somos El Cambio avec Odino Faccia
- It's A Lie avec The Vamps
- Todo Es Possible avec David Bisbal
- Te Quiero Más avec Nacho (en)
- Lights Down Low (remix) avec MAX
- Princesa avec Karol G
- Consejo de Amor avec Morat
- Porque Te Vas avec Cali & El Dandee (es)
- Quiero Volver avec Sebastián Yatra.
- La Cintura (remix) avec Álvaro Soler et Flo Rida[24]
- Lo Malo (remix) en collaboration avec Aitana, Ana Guerra et Greeicy
- Wild de Jonas Blue en collaboration avec Chelcee Grimmes et Jhay Cortez
- 22 avec Greeicy
- Sad Song de Alesso
- Ya no me llames avec Ovy On The Drums.
- Bésame avec R3hab et Reik
- High Remix avec María Becerra et Lola Indigo
- Ella Dice avec Khea.
- Duele avec John C (es)
- Recuerdo avec Mau y Ricky (en)
- Oye avec Sebastián Yatra
- Un Beso en Madrid avec Alejandro Sanz
- Fresa avec Lalo Ebratt
- Miénteme avec María Becerra
- 2:50 avec MYA et DUKI
- La Niña de la Escuela avec Lola Indigo et Belinda
- Maldita foto avec Manuel Turizo
- Tú no me conoces avec Danny Ocean
- Bar avec L-Gante (es)
- Suéltame avec Christina Aguilera
- La Loto avec Becky G et Anitta
- La Ducha Remix avec ELENA ROSE, Greeicy, María Becerra, Becky G
- Un Reel avec Ozuna
- El Último Beso avec Tiago PZK (es)
- Muñecas avec La Joaqui
- Por el Resto de Tu Vida avec Christian Nodal (es)
- Me Enteré avec Tiago PZK (es)
- Lágrimas avec BM (en) et Big One (es)
- La_Original.mp3 avec Emilia Mernes

## Tournées

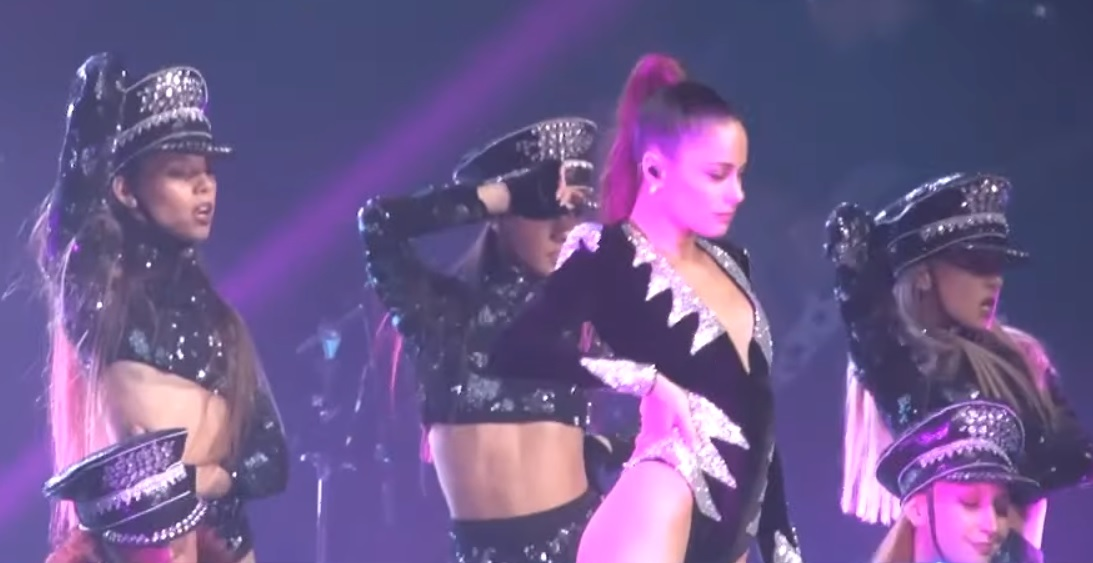
Tini lors du Quiero Volver Tour.

En 2013, elle participe à la tournée mondiale Violetta En Vivo avec les autres acteurs de la série Violetta. Cette tournée se termine le 4 mars 2014 à Buenos Aires en Argentine, après être passé par une douzaine de pays.
Le 3 janvier 2015, la troupe de Violetta (sauf Lodovica Comello) repart en tournée pour le Violetta Live (es). Cette tournée passe dans vingt-deux pays en Europe et en Amérique du Sud.
Le 7 octobre 2016, elle annonce sur les réseaux sociaux sa première tournée en tant que soliste, le Got Me Started Tour (es), reprenant les chansons de son premier album Tini mais aussi de la série Violetta. Cette tournée passe en Europe et en Amérique du Sud.
Le 6 septembre 2018, Martina Stoessel annonce sur les réseaux sociaux la première date de sa seconde tournée internationale, intitulée Quiero Volver Tour, le 13 décembre 2018 au Luna Park, à Buenos Aires. Comme pour sa précédente tournée, elle se produit dans plusieurs pays d’Europe et d’Amérique du Sud,. Dans cette tournée, elle présente son deuxième album, Quiero Volver. Et une partie de son troisième album, Tini Tini Tini.
+ la tournée "Tini Tour".
Le 11 novembre 2021, elle annonce sur les réseaux sociaux la première date de sa troisième tournée internationale, le Tini Tour, le 21 mars 2022 à l'Hippodrome de Palermo, à Buenos Aires. Durant cette tournée, elle présente son troisième album, Tini Tini Tini, ainsi qu'une partie de son quatrième album Cupido.

## Récompenses et nominations
| Année | Cérémonie ou récompense       | Prix                                       | Travail nommé           | Résultat   | Réf.    |
| ----- | ----------------------------- | ------------------------------------------ | ----------------------- | ---------- | ------- |
| 2013  | Kid's Choice Awards Argentina | Actrice TV Favorite                        | Violetta                | Nomination | [ 138 ] |
| 2013  | MTV Europe Music Axards       | Meilleure Artiste du Sud                   | Elle-même               | Nomination | [ 49 ]  |
| 2013  | Martin Fierro                 | Fashion Award for best female singer style | Elle-même               | Nomination |         |
| 2021  | Premios Quiero                | Meilleure rencontre extraordinaire         | Maldita Foto            | Nomination | [ 139 ] |
| 2021  | Premios Quiero                | Meilleure artiste clip féminine            | Maldita Foto            | Nomination |         |
| 2021  | Premios Quiero                | Meilleur musicien d'influence              | Elle-même               | Nomination |         |
| 2021  | Premios Quiero                | Meilleure clip mélodique                   | Un Beso en Madrid       | Nomination |         |
| 2021  | Premios Quiero                | Meilleure clip pop                         | Miénteme                | Nomination |         |
| 2021  | Premios Quiero                | Clip de l'année                            | Miénteme                | Nomination |         |
| 2021  | MTV EMA                       | Meilleure artiste d'Amérique du Sud        | Elle-même               | Lauréat    | [ 140 ] |
| 2022  | Latin American Music Awards   | Favorite Social Artist                     | Elle-même               | Nomination | [ 141 ] |
| 2022  | MTV MIAW                      | Artista + IDO Argentina                    | Elle-même               | Lauréat    | [ 142 ] |
| 2022  | Premios Juventud              | Meilleur Fandom                            | Tinistas                | Nomination | [ 143 ] |
| 2022  | Premios Juventud              | Artiste Féminine on the rise               | Elle-même               | Nomination | [ 143 ] |
| 2022  | Premios Juventud              | Girl Power                                 | La Niña de la Escuela   | Nomination | [ 143 ] |
| 2022  | SEC Awards                    | Artiste Latino de l'année                  | Elle-même               | Nomination | [ 144 ] |
| 2022  | MTV MIAW Brasil               | ¡ME GUSTA!                                 | Elle-même               | Lauréat    | [ 145 ] |
| 2022  | Latino Music Award            | MEJOR ARTISTA FEMENINA POP URBANO          | Elle-même               | Nomination | [ 146 ] |
| 2022  | Latino Music Award            | MEJOR ARTISTA POP FEMENINA                 | Elle-même               | Nomination | [ 146 ] |
| 2022  | Premios Gardel                | Mejor Canción de Pop                       | Miénteme                | Lauréat    | [ 147 ] |
| 2022  | Premios Gardel                | Grabación del Año                          | Miénteme                | Nomination | [ 147 ] |
| 2022  | Premios Gardel                | Canción del Año                            | Miénteme                | Lauréat    | [ 147 ] |
| 2022  | Premios Gardel                | Mejor Canción de Música Urbana             | Bar                     | Nomination | [ 147 ] |
| 2022  | Premios Gardel                | Mejor Colaboración de Música Urbana        | Bar                     | Nomination | [ 147 ] |
| 2022  | The Pop Hub Awards            | Meilleur Chorégraphie                      | Miiénteme               | Lauréat    |         |
| 2022  | Socialiteen Awards            | Artiste Latine de l'année                  | Elle-même               | Lauréat    |         |
| 2023  | Premios Gardel                | Mejor Colaboración de Música Urbana        | La Loto                 | Nomination | [ 148 ] |
| 2023  | Premios Gardel                | Grabación del Año                          | La Triple T             | Nomination | [ 148 ] |
| 2023  | Premios Gardel                | Mejor Canción de Pop                       | La Triple T             | Nomination | [ 148 ] |
| 2023  | Premios Gardel                | Mejor Vídeo Clip Corto                     | La Triple T             | Nomination | [ 148 ] |
| 2023  | Premios Gardel                | Canción del Año                            | La Triple T             | Lauréat    | [ 148 ] |
| 2023  | Premios Heat                  | Mejor Artista Femenino                     | Elle-même               | Nomination | [ 149 ] |
| 2023  | Sec Awards                    | Artista Latino Musical Do Ano              | Elle-même               | Nomination | [ 150 ] |
| 2023  | Tú Música Urbano              | Top Artista Femenino                       | Elle-même               | Nomination | [ 151 ] |
| 2023  | Tú Música Urbano              | Top Artista Social                         | Elle-même               | Nomination | [ 151 ] |
| 2023  | Tú Música Urbano              | Top Artista Pop Urbano                     | Elle-même               | Nomination | [ 151 ] |
| 2023  | Tú Música Urbano              | Top Canción Pop Urbano                     | La Triple T             | Nomination | [ 151 ] |
| 2023  | Tú Música Urbano              | Álbum del Año - Artista Femenino           | Cupido                  | Nomination | [ 151 ] |
| 2023  | Tú Música Urbano              | Vídeo del Año                              | La Loto                 | Nomination | [ 151 ] |
| 2023  | Top Music Universe            | Best Song Viral                            | Cupido                  | En attente | [ 152 ] |
| 2023  | Kids' Choice Awards México    | Artista Latino                             | Elle-même               | Nomination | [ 153 ] |
| 2023  | Latino Music Award            | Mejor Video de Musica Pop Urbano           | La Triple T             | Nomination | [ 154 ] |
| 2023  | Latino Music Award            | Mejor Cancion Pop Urbano                   | La Triple T             | Nomination | [ 154 ] |
| 2023  | Latino Music Award            | Mejor Artista Femenina Pop Urbano          | Elle-même               | Nomination | [ 154 ] |
| 2023  | Latino Music Award            | Mejor Artista Femenina Pop                 | Elle-même               | Nomination | [ 154 ] |
| 2023  | Premios Juventud              | Artista Premiods Juventud Femenina         | Elle-même               | Nomination | [ 155 ] |
| 2023  | Premios Juventud              | Mejor Cancion Para Mi Ex                   | Cupido                  | Nomination | [ 155 ] |
| 2023  | Premios Juventud              | Girl Power                                 | La Loto                 | Nomination | [ 155 ] |
| 2023  | Premios Juventud              | Mejor Cancion Pop/Urbano                   | Cupido                  | Nomination | [ 155 ] |
| 2023  | Premios Juventud              | Mejor Album Pop/Urbano                     | Cupido                  | Nomination | [ 155 ] |
| 2023  | Premios Juventud              | Mejor Colaboracion Pop/Urbano              | Munecas                 | Nomination | [ 155 ] |
| 2023  | Premios Juventud              | Mejor Fusion Regional Mexicana             | Por el Resto de Tu Vida | Nomination | [ 155 ] |
| 2023  | Premios Juventud              | La Coreo Mas Hot                           | La Loto                 | Nomination | [ 155 ] |
| 2023  | Premios Juventud              | Quiero Mas                                 | Elle-même               | Nomination | [ 155 ] |
| 2023  | MTV Miaw                      | Video del Ano                              | Munecas                 | Nomination | [ 156 ] |
| 2023  | MTV Miaw                      | Coreo Cracks                               | Elle-même               | Nomination | [ 156 ] |
| 2023  | MTV Miaw                      | Fandom del Ano                             | Tinistas                | Nomination | [ 156 ] |
| 2023  | Billboard Latin Award         | Latin Pop Album of the Year                | Cupido                  | Nomination | [ 157 ] |
| 2023  | BreakTudo Awards              | Artista Latino Do Ano                      | Elle-même               | En attente | [ 158 ] |
| 2023  | BreakTudo Awards              | Hit Latino                                 | Carne y Hueso           | En attente | [ 158 ] |

## Publications
- 2014 : Simplemente Tini, biographie de Martina Stoessel.